# Phan Thị Kim Phúc
Phan Thị Kim Phúc (2 april 1963), ook bekend als Kim Phuc of ook wel als het "napalmmeisje", werd bekend doordat zij als 9-jarige naakt met napalm op haar lichaam te zien was op de bekendste foto uit de Vietnamoorlog. De foto haalde wereldwijd de voorpagina's van kranten en droeg hierdoor bij aan het groeiende verzet tegen de oorlog die hiermee een gezicht had gekregen. Degene die de foto nam, Nick Ut, heeft er de Pulitzer-prijs en World Press Photo mee gewonnen. In 2025 is in twijfel getrokken wie de foto nu echt heeft genomen.
De foto werd gemaakt op 8 juni 1972, nadat er een napalmaanval was geweest in haar woonplaats Trảng Bàng. Het dorp was gebombardeerd door een Zuid-Vietnamese bommenwerper om vermeende strijders van de Vietcong te verjagen. Ze vatte zelf vlam door de napalm, waardoor haar kleren verbrandden. Zonder kleren rende Kim de hoofdweg bij Trảng Bàng op, waar zij werd vastgelegd op de foto. De fotograaf, Nick Ut, bracht haar vervolgens met de auto naar een ziekenhuis. Als gevolg van de napalm liep zij derdegraadsverbrandingen op aan haar rug en haar armen. Ruim een maand verkeerde ze in kritieke toestand. Ze kreeg bloedtransfusies en huidtransplantaties. Ze heeft een jaar in een Vietnamees ziekenhuis gelegen, is in 1984 in Duitsland geopereerd en ondervindt nog steeds gezondheidsproblemen. 
Op de terugreis van haar huwelijksreis van Cuba naar Moskou verliet Kim met haar man het vliegtuig tijdens een tussenlanding in Gander, Canada. Kim en haar man vroegen politiek asiel aan en wonen sindsdien in Canada, waar Kim haar eigen stichting heeft opgericht: Kim Foundation, een organisatie die kinderen helpt die slachtoffer geworden zijn van oorlogen. 
Op 10 november 1994 werd Kim Phuc uitgeroepen tot Goodwill Ambassadeur voor UNESCO.
In 2015 kreeg ze een nieuwe reeks laserbehandelingen in het Dermatology and Laser Institute van Miami.